# 三间房站
三间房站，位于中华人民共和国黑龙江省齐齐哈尔市昂昂溪区，是滨洲铁路、平齐铁路上的火车站，为齐齐哈尔铁路枢纽的主要编组站，也是全国38个大型驼峰编组站之一，由哈尔滨铁路局管辖。

## 概要
车站建于1926年，1927年1月正式通车，当时名为“昂昂溪站”，1933年改为现名。当时车站设有3条股道、2座旅客站台，候车室面积63平方米，为四等站。作为齐齐哈尔铁路枢纽改造工程的一部分，车站于1958年-1965年扩建至一级三场编组站，同时车站于1962年和1965年分别升为二等站和一等站。1982年车站六五计划中扩建至二级四场:164。
三间房站目前为路网性枢纽编组一等站，规模单向二级四场，共设有65条股道。站场北侧为到达场，设有9条股道；中部自西向东分别为西场（下行到发场）、调车场和东场（上行到发场），分别设有7条、31条、9条股道。另外车站西场设有客货运设施，设有2座旅客站台:164。

## 車站周邊
- 中国邮政储蓄银行昂昂溪区三间房储蓄所
- 昂昂溪墓园
- 三间房派出所